# Ibrahim bin Haji Yaacob
 Ibrahim bin Haji Yaacob (1911–1979) fue un político de Malasia.
Opuesto al dominio colonial británico, fundó en 1938 con ayuda japonesa la Liga de la Juventud Malaya (Kesatuan Melayu Muda, KMM) y durante la Segunda Guerra Mundial apoyó la invasión japonesa.